# Athyrium minutum
Athyrium minutum är en majbräkenväxtart som beskrevs av Edwin Bingham Copeland. Athyrium minutum ingår i släktet Athyrium och familjen Athyriaceae. Inga underarter finns listade.